# Округ Стенли (Северна Каролина)
Стенли (енгл. Stanly County) је округ у америчкој савезној држави Северна Каролина.

## Демографија
По попису из 2010. године број становника је 60.585, што је 2.485 (4,3%) становника више него 2000. године.
| Група             | 2000.          | 2010.          |
| Белци             | 48.611 (83,7%) | 49.877 (82,3%) |
| Афроамериканци    | 6.657 (11,5%)  | 6.630 (10,9%)  |
| Азијати           | 1.049 (1,8%)   | 1.118 (1,8%)   |
| Хиспаноамериканци | 1.237 (2,1%)   | 2.166 (3,6%)   |
| Укупно            | 58.100         | 60.585         |